# شريان إحليلي
شريان إحليلي هو فرع من شريان فرجي غائر.